# Trinidadmotmot
Trinidadmotmot (Momotus bahamensis) är en fågel i familjen motmoter inom ordningen praktfåglar.

## Utbredning och systematik
Fågeln återfinns enbart på Trinidad och Tobago. Tidigare betraktades trinidadmotmot som en underart till Momotus momota men urskiljs nu oftast som egen art. Den behandlas som monotypisk, det vill säga att den inte delas in i några underarter.

## Status
Trinidadmotmoten har ett litet utbredningsområde, men beståndet anses vara stabilt. IUCN kategoriserar arten som livskraftig.